# 米拉爾·薩馬季奇
米拉爾·薩馬季奇（1987年2月17日—）是一位斯洛文尼亞足球運動員。在場上的位置是後衛。他現在效力於中超联赛球隊河南建业。他也代表斯洛文尼亞國家足球隊參賽。